# Libanonkriget 2006
Libanonkriget 2006 var en militär konflikt mellan Israel och libanesiska Hizbollah som började den 12 juli 2006. Den 12 juli besköt Hizbollah norra Israel med granater och Katiusjaraketer och dödade samtidigt tre israeliska soldater och tillfångatog två vid en attack mot två militärfordon som befann sig nära gränsen mellan Israel och Libanon. Den israeliska armén svarade med luftangrepp mot främst södra Libanon och huvudstaden Beirut och med markoperationer i södra Libanon. Hizbollah angrep norra delen av Israel med raketer. Ungefär 160 israeler och 1 200 libaneser dog. Ungefär en miljon libaneser och 300 000 israeler tvingades på flykt.  Ett eldupphör inträdde den 14 augusti men det bröts vid några tillfällen. Den 8 september hade även luft- och sjöblockaden hävts. Israeliska soldater drog sig tillbaka från större delen av Libanon den 1 oktober, men man stannade kvar i den delade gränsbyn Ghajar.

## Historisk bakgrund
Se även: Israel-Libanon-konflikten, Israels historia, Libanons historia.
Efter det arabisk-israeliska kriget 1948 flydde ungefär 100 000 palestinier från Israel för att slå sig ned i Libanon. Senare konflikter medförde att fler palestinska flyktingar kom till Libanon. 1975 var de fler än 300 000. Från 1968 och framåt gjorde den palestinska gruppen PLO räder mot Israel från Libanon och Israel attackerade i sin tur libanesiska mål. Mellan 1975 och 1990 härjades Libanon av ett inbördeskrig med ett flertal olika parter. Efter ett terrorangrepp i Israel utfört av palestinier den 11 mars 1978 ockuperade Israel delar av södra Libanon. Man drog sig delvis tillbaka senare samma år. 
Israel invaderade Libanon på nytt den 6 juni 1982 med målsättningen att krossa PLO som då hade sitt huvudsäte i Beirut. Den dåvarande israeliska regeringens ursprungliga plan var att slå till mot PLO-gerilla i södra Libanon, men dåvarande försvarsministern Ariel Sharon hade en egen plan. Sharon lät den israeliska armén rycka fram ända till Beirut, ett egenmäktigt handlande som skapade en schism mellan Sharon och premiärminister Menachem Begin. I september samma år då de israeliska styrkorna kontrollerade stora delar av Beirut, gav Sharon falangistmilisen (kristna maroniter) fri passage in i de palestinska flyktinglägren Sabra och Shatila, där falangisterna utförde en blodig massaker på flyktinglägrens invånare, främst gamla, kvinnor och barn. Detta sågs som hämnd mot de attackerar och massakrer som skedde på de kristna i Damour och morden på ett flertal olika kristna ledare. Bl.a. som en följd av kritik mot den israeliska offensiven, tvingades regeringen Begin att avgå året därpå. PLO drog tillbaka de flesta av sina styrkor från Libanon och högkvarteret flyttades till Tunisien. 1985 lämnade israelerna delar av Libanon men stannade kvar i vad man kallade en "säkerhetszon" i södra Libanon. Först 2000 lämnade de israeliska styrkorna södra Libanon. Under hela Israels ockupation av södra Libanon 1982–2000 bekämpades de israeliska trupperna av Hizbollah. Därför hävdar Hizbollah att Israel slutligen drog sig tillbaka på grund av att Hizbollah gjorde ockupationen alltför kostsam för Israel. Libanon har efter den israeliska reträtten 2000 hävdat att Shebaagårdarna, som Israel fortsätter att ockupera, tillhör Libanon. Detta har även anförts av Hizbollah som skäl till organisationens attacker. FN och Israel hävdar att samma område är en ockuperad del av Syrien.
Syrien intervenerade i Libanon 1976 i samband med inbördeskriget. De syriska styrkorna blev kvar till april 2005, då de lämnade landet efter folklig kritik som följde på mordet på den förre premiärministern Rafiq Hariri.
Hizbollah är en libanesisk shiamuslimsk organisation och ett politiskt parti med representation såväl i parlamentet som i regeringen. Organisationen är terroriststämplat av bl.a. USA och Storbritannien. Hizbollah grundades 1982 för att bekämpa Israels ockupation av södra Libanon. Hizbollah finansieras huvudsakligen genom donationer men får även ekonomiskt stöd av Iran, och, enligt många källor, även av Syrien (vilket Hizbollah dock tillbakavisar). Hizbollah har fått sin tunga militära utrustning av Iran, som exempelvis raketartilleri och sjömålsrobotar. Denna militärmateriel fraktas genom Syrien till södra Libanon, vilket kräver den syriska regeringens aktiva deltagande.
Hizbollah har vid upprepade tillfällen försökt kidnappa israeliska soldater – Israel tror sig ha förhindrat minst två sådana försök  – som hämnd för att Israel vid ett fångutbyte 2004 behöll tre libanesiska fångar. Vid den fångutväxlingen lyckades Hizbollah få 400 palestinska fångar, ungefär 30 arabiska och libanesiska fångar och 59 döda libanesiska militanta utväxlade mot en kidnappad israelisk affärsman och tre döda israeliska soldater. Officiellt satt tre libaneser fängslade i Israel, Samir Kuntar, Nasim Nisr och Yahya Skaf, men Hizbollah hävdade att även en fjärde man hölls fängslad, Ali Faratan. Sommaren 2008 släpptes Nasim Nisr och Samir Kuntar vid en fångutväxling (se nedan).

## Konfliktens händelseförlopp

### Inledning på konflikten
Se även: Operation Sommarregn (Israels offensiv i Gazaremsan)

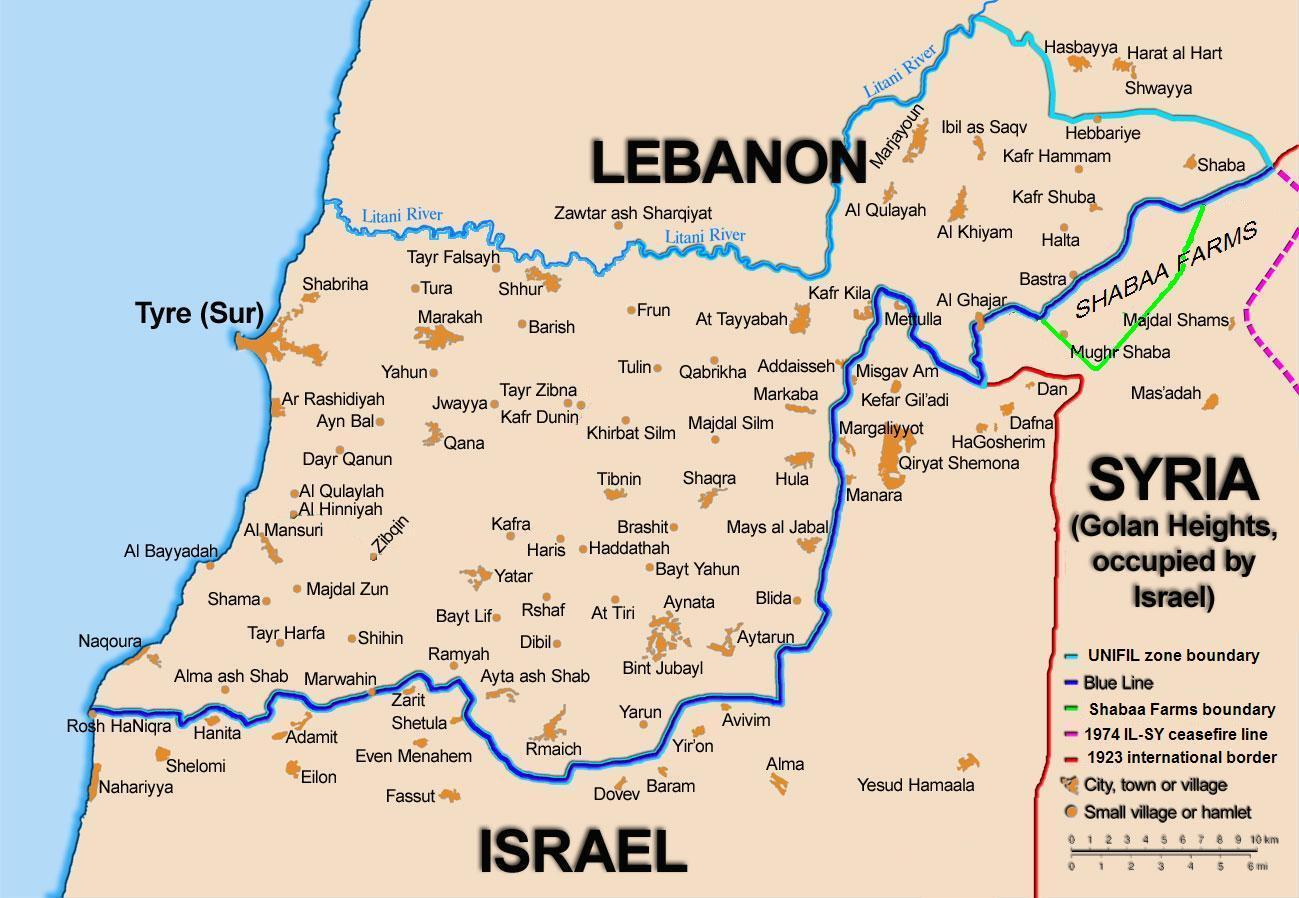
Gränsområdet mellan Israel och Libanon

Omkring klockan 9.00 på morgonen lokal tid den 12 juli 2006 avfyrade Hizbollah granater och Katiusjaraketer in i norra Israel, möjligtvis som en avledningsmanöver. Fem civila israeler skadades. Samtidigt attackerade en beväpnad Hizbollahgrupp två israeliska militärfordon som patrullerade i gränsområdet, och tre israeliska soldater dödades, tre skadades och två togs till fånga, Ehud Goldwasser och Eldad Regev. Det var omtvistat om denna attack skedde på israeliskt eller libanesiskt territorium. Enligt Israel och de flesta nyhetsbyråer inträffade attacken på den israeliska sidan om gränsen, mellan byarna Zar’it och Shtula. Hizbollah sa i ett uttalande den 12 juli att de israeliska soldaterna tillfångatogs ”på gränsen till det ockuperade Palestina”. (Med Palestina menar Hizbollah här det historiska området.) Libanesisk polis och Hizbollah har enligt några källor sagt att de israeliska soldaterna tillfångatogs i södra delen av Libanon. En israelisk styrka sändes genast in i Libanon för att förfölja angriparna. En stridsvagn körde då på en mina ungefär 70 meter norr om gränsen och alla fyra i besättningen omkom. Ytterligare en israelisk soldat dödades vid den eldstrid som följde då man försökte återta kropparna. Sammanlagt dödades åtta israeliska soldater, två tillfångatogs och fem skadades. 
Hizbollahs ledare Hassan Nasrallah sa samma dag att en militär operation inte kommer att få de tillfångatagna israelerna frigivna. Enda möjligheten att få tillbaka dem är genom indirekta förhandlingar och en fångutväxling, enligt Nasrallah.
Hizbollahs attack kom två veckor efter att Israel startat Operation Sommarregn i Gazaremsan. Hizbollah gav operationen 12 juli namnet Uppfyllt löfte, eftersom Hassan Nasrallah sedan 2004 lovat fånga israeliska soldater för att utväxla dem mot de tre libaneser som sitter i israeliska fängelser. År 2004 lyckades nämligen Hizbollah med en sådan fångutväxling (se ovan). Ursprungligen kallade Hizbollah operationen för Freedom for Samir Al-Quntar and his brothers, men de döpte om den till Uppfyllt löfte för att det var kortare.
I mars 2007 sa Israels premiärminister Ehud Olmert till en undersökningskommission att Israel hade planerat kriget mot Libanon flera månader i förväg. Olmert hade bett armén att förbereda ett militärt ingripande om Hizbollah rövade bort en eller flera soldater.
Israel kallade sin operation i Libanon för Change of Direction (ursprungligen Välförtjänt belöning). En vecka in på konflikten meddelade israelisk press att flygvapnet skulle fortsätta sin offensiv i 10–14 dagar.

### Fortsatt händelseförlopp

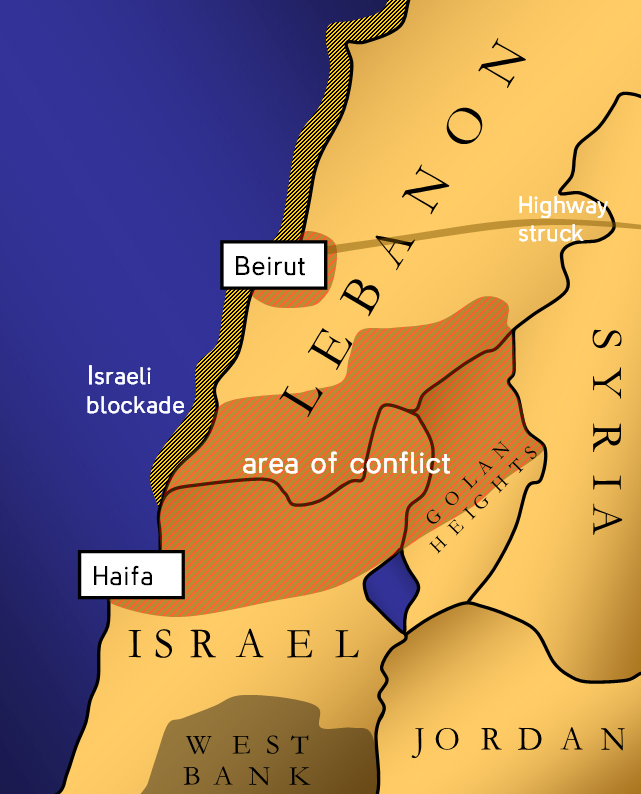
Konfliktområdet

Efter att den israeliska offensiven inletts blockerade Israel Libanons hamnar med sin flotta och bombade upprepade gånger Beiruts internationella flygplats. Det senare fick till följd att all civil passagerartrafik till och från Beirut stoppades. Israel bombade även huvudvägen mellan Beirut och Damaskus, vilket försvårade för civila att fly från Libanon denna väg. Södra Libanon utsattes för den tyngsta israeliska beskjutningen med massiv förstörelse av civil bebyggelse och landets infrastruktur som följd. Folkmajoriteten i detta område är libanesiska shiamuslimer, d.v.s. den folkgrupp från vilken Hizbollah hämtar de flesta av sina anhängare. Shiamuslimerna är även i majoritet i södra Beirut, samt i Bekaadalen, och både södra Beirut och Bekaadalen har också beskjutits intensivt. Samtidigt fortsatte Hizbollahs beskjutning av mål i norra Israel med raketer. Städer så långt ner som Haifa besköts.
Den 14 juli angrep Hizbollah den israeliska korvetten INS Hanit och ett kambodjanskt handelsfartyg utanför Libanons kust med sjömålsrobotar av typen C-802 (eller möjligtvis den missil som i väst kallas för "Silkworm"), som är av kinesisk design. Mycket pekar på att C-802-robotarna levererades från Iran. Båda fartygen skadades allvarligt. Handelsfartyget övergavs av sin besättning. Fyra israeliska matroser dödades. Detta var första gången en irreguljär milis av Hizbollahs typ använde så avancerade vapen.
Den 30 juli förklarade Israel att de skulle upphöra med flygbombningar under 48 timmar. Under perioden minskade flygangreppen markant men upphörde inte helt. Den 1 augusti efter bombstoppet startade Israel en utvidgad markoffensiv i södra Libanon. Målet sades vara att avancera upp till Litanifloden, 20 kilometer norr om gränsen.
Den 9 augusti evakuerades befolkningen i den israeliska staden Kiryat Shmona efter hot om raketattacker. Samma dag beslutade det israeliska säkerhetskabinettet att en utökad markoffensiven skulle inledas i södra Libanon. Den 10 augusti intog israeliska soldater staden Marjayoun i en operation som dock inte var en del av den utvidgade markoffensiven. Israel sade att markoffensiven skjuts upp "kanske 24 timmar" eftersom förhandlingar om ett franskt-amerikanskt resolutionsförslag pågick i FN.
Den 12 augusti utökade Israel sin offensiv, trots att FN:s säkerhetsråd bara några timmar tidigare hade enats om en resolution. Antalet soldater ökades till 30 000, och trupper nådde ända fram till Litanifloden. 25 soldater dödades, vilket var de största förlusterna hittills för den israeliska armén.

#### Efter eldupphöret
Den 14 augusti inträdde ett eldupphör. Men redan samma dag sköts beväpnade Hizbollah-medlemmar ihjäl sedan de närmat sig israelisk militär. Den 15 augusti sköt Hizbollah Katiusjaraketer som landade i södra Libanon. Vid ytterligare några tillfällen har strider förekommit. En israelisk soldat omkom när han gick in i ett gammalt minfält som Israel hade lagt ut under 1980-talet. Det skedde i augusti 2006. Båda sidor har deklarerat att de segrade.

Den 7 september hävde Israel luftblockaden mot Libanon. Nästa dag hävdes även sjöblockaden. Den 5 september hade Kofi Annan krävt att blockaden skulle hävas inom 48 timmar.
Under september månad drog sig den israeliska armén stegvis tillbaka och ersattes av enheter ur den libanesiska armén.
Den 1 oktober drog sig israeliska soldater tillbaka från större delen av Libanon, men man stannade kvar i den delade gränsbyn Ghajar, där Israel också hade trupper innan konflikten började.

## Dödsoffer och flyktingar
Rapporter om antal döda, skadade och flyktingar är ofta osäkra. Kommunikationerna i konfliktområdet är svåra och konfliktens parter kan använda sig av förvanskade fakta som ett led i propagandakriget, något som försvårar en opartisk rapportering. Till exempel fick en libanesisk frilansfotograf sina 920 bilder borttagna ur Reuters arkiv den 7 augusti sedan det visat sig att han hade manipulerat två bilder av israeliska attacker. Vid två uppmärksammade tillfällen skrevs dödssiffran för israeliska attacker ned i efterhand. Den första gången var attacken i Qana som nämns nedan. Det andra gången var den 7 augusti, då man först trodde att ett 40-tal dödats vid en attack i gränsbyn Hula. Detta ändrades senare samma dag till att en person dödats.

### Libanesiska dödsoffer
Den 30 juli anföll Israel ett bostadsområde i Qana och polismyndigheten i Libanon uppgav inledningsvis att minst 54 civila dödades, varav minst 37 barn. Enligt uppgifter till Sky News var flera av offren handikappade barn som sökte skydd i den byggnad som var huvudmålet för attacken. Enligt libanesiska myndigheter och sjukvårdskällor hade antalet libanesiska dödsoffer därmed passerat 600. Den 3 augusti skrevs dödssiffran ner till 28 personer. De nya uppgifterna kom från sjukhuskällor och bekräftades av människorättsorganisationen Human Rights Watch (HRW).
Något som försvårar räkningen är att Hizbollah-milisens medlemmar sällan eller aldrig bär uniform och därför är svåridentifierade. 
Hizbollah använde sig av civila byggnader för raketbeskjutning mot Israel.  
Israel beklagade och uttryckte ånger över beskjutningen som aldrig hade ägt rum om man hade känt till att civila fanns i byggnaden. Man riktade en av många anklagelser mot Hizbollah för påstådd användning av civila sköldar.  Beskjutningen av Qana föregicks av 20 dagars beskjutning från Qana mot Israel med sammanlagt upp till 150 Katiusja-raketer. Det fanns även uppgifter om att Hizbollah förvarade sprängmedel i byggnaden. 
CNN rapporterade den 14 augusti 2006 att runt 530 Hizbollahmedlemmar av deras beväpnade gren hade omkommit. IAF släppte ner flygblad med namn på 180 av de omkomna. 1191 civila libaneser omkom, enligt Libanons officiella siffror.

### Israeliska dödsoffer
44 israeliska civila och 121 soldater (inklusive 2 tillfångatagna kroppar) dödades i konflikten.

### Libanesiska flyktingar
Omkring 500 000 libaneser tvingades på flykt, varav mer än 200 000 utanför Libanon.

### Israeliska flyktingar
Ungefär 300 000 israeler tvingades på flykt.

## Evakuering av utländska medborgare i Libanon
Omkring 100 000 utländska medborgare försökte de första veckorna av konflikten att undkomma anfallen. Exempelvis inledde Frankrike, USA och Sverige  evakueringsoperationer för sina respektive medborgare. Enligt UD hade närmare 5 000 svenskar lämnat Libanon den 19 juli och 3 700 hade anlänt till Sverige i plan som UD har chartrat. Evakueringen av utländska medborgare skedde med buss till Syrien eller med fartyg över Medelhavet till bland annat Cypern.
Antal utländska medborgare kvar i Libanon 19/7 2006
| Land           | Antal                                            |
| -------------- | ------------------------------------------------ |
| Kanada         | 40 000                                           |
| Filippinerna   | 30 000                                           |
| Australien     | 25 000                                           |
| USA            | 25 000                                           |
| Storbritannien | 22 000 (inklusive 10 000 med delad nationalitet) |
| Frankrike      | 20 000                                           |
| Mexiko         | 216                                              |
| Sverige        | ?                                                |

## FN:s roll och beskjutning av FN-personal
Den israeliska offensiv som inleddes den 12 juli fördömdes i skarpa ordalag av en mängd länder, inklusive en majoritet av medlemmarna i FN:s säkerhetsråd. Denna kritik gick framförallt ut på att Israel använde "oproportionerligt våld" samt att de ödelägger civil infrastruktur och beskjuter civila. Bland medlemmarna i säkerhetsrådet var Frankrike och Ryssland hårdast i denna kritik av Israels handlande. USA har däremot understrukit Israels "rätt till självförsvar". På grund av USA:s veto kunde säkerhetsrådet i slutet av juli inte anta ett förslag till en FN-resolution som fördömde Israels agerande.
Under ett besök i Haret Hreik, en förort till Beirut där Hizbollah haft sitt högkvarter och som bombats av israeliskt stridsflyg, kallade FN:s nödhjälpssamordnare Jan Egeland bombningarna för "ett brott mot internationell humanitär lagstiftning".
Det finns sedan tidigare en FN-resolution, nr 1559, som kräver att Hizbollahs väpnade gren i Libanon ska avväpnas. Efter den 12 juli krävde FN även att Hizbollahs beskjutningar av norra Israel skulle upphöra och att Hizbollah skulle frige de tillfångatagna israeliska soldaterna.

### Beskjutning av FN-personal
Den 25 juli bombades basen för FN:s observatörsgrupp Untso (United Nations Truce Supervision Organization) i Khiam i södra Libanon av israeliskt stridsflyg. Fyra FN-observatörer dödades. Enligt FN-personal kontaktade man den israeliska militären tio gånger för att få slut på beskjutningen utan att få detta till stånd. Efter sex timmars beskjutning träffades Untso-basen. Untso uppger också att beskjutningen fortsatte under den räddningsinsats som Untso genomförde. De dödade FN-observatörerna kom från Finland, Österrike, Kanada och Kina. FN-personal har beskjutits flera gånger under konflikten av såväl israeliska styrkor som av Hizbollah. Enligt en intervju i DN hade Israel uppträtt aggressivt och beskjutit FN-posteringar vid tidigare tillfällen.
Anklagelser har också riktats mot Hizbollah om att dessa skulle ha placerat vapen i närheten av FN:s posteringar. 
FN:s generalsekreterare Kofi Annan kallade bombningen för avsiktlig och krävde att den israeliska försvarsmakten skulle utreda händelsen. FN:s säkerhetsråd misslyckades först med att enas om ett fördömande av attacken, då USA var emot att bombningarna beskrevs som "avsiktliga". Senare kom säkerhetsrådet överens om en mildare formulering som uttrycker chock och bestörtning över bombningarna men inte fördömer dem.
Den 26 juli ringde Israels premiärminister Ehud Olmert till Kofi Annan och beklagade djupt att fyra FN-observatörer dödats. Olmert sa också att han förvånades över att generalsekreteraren kallat bombningarna avsiktliga och lovade att en utredning skulle startas.
FN flyttade sin observatörsstyrka Untso från gränsområdet efter händelsen. Fredagen den 28 juli 2006 kom ordern om evakuering. 
Den 29 juli 2006 rapporterades två FN-soldater ha skadats lindrigt då israeliskt flyg släppt bomber nära deras postering.

## Internationella reaktioner

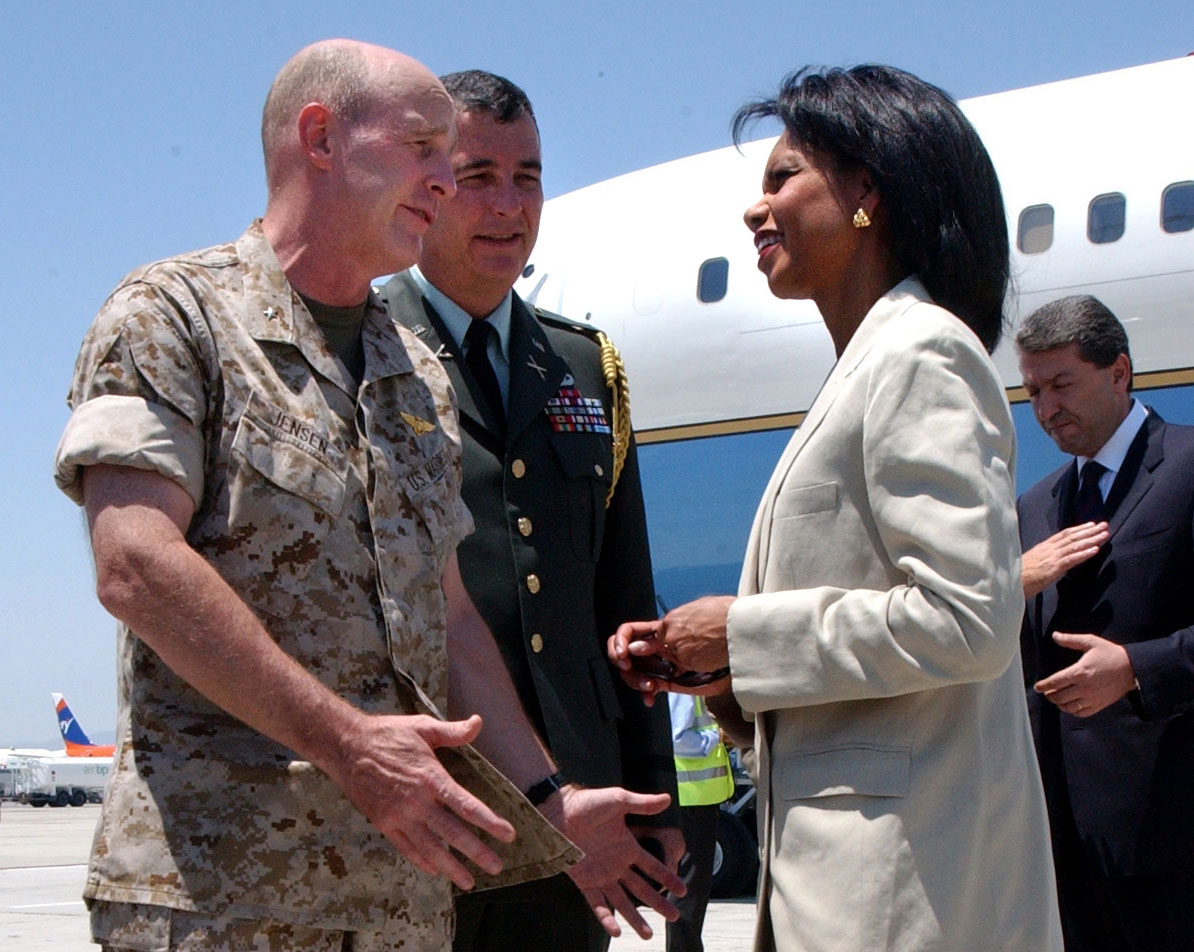
Condoleezza Rice på sin diplomatiska rundresa i slutet av juli. Här i Cypern.

En överväldigande majoritet av världens regeringar fördömde Israels offensiv i skarpa ordalag. USA, däremot, uttryckte förståelse för "Israels rätt till självförsvar". Den kritik som framfördes mot Bushs och Blairs linje var att man inte lägger mer ansvar på det militärt överlägsna Israel. Men vid en presskonferens den 28 juli höll Bush fast vid att Hizbollah är problemet som måste neutraliseras. Citat av Bush (från samma tillfälle): "Vad är det för slags stat, som har ett politiskt parti som har en beväpnad milis? Det är en stat som behöver hjälp, det är vad det är."
Den israeliska bombningen av ett bostadsområde i Qana den 30 juli fördömdes unisont runt om i världen.
Den iranske presidenten Ahmedinejad sade vid ett islamiskt toppmöte i Malaysia den 3 augusti att "även om det riktiga botemedlet är att eliminera den sionistiska regimen, så bör en omedelbar vapenvila genomdrivas i det här skedet".
Venezuelas president Hugo Chavez kallade hem sin ambassadör i Israel den 3 augusti i protest mot Israels handlande.
Många människorättsgrupper anklagade både Israel och Hizbollah för krigsbrott under kriget.  Anklagelserna är bland annat att parterna utfört medvetna attacker på civilbefolkning och på civil infrastruktur, oproportionerliga eller godtyckliga attacker, användande av mänskliga sköldar och användande av förbjuda vapen. Något formellt juridiskt efterspel har dock vare sig skett mot Israel eller Hizbollah.
Amnesty International uppmanade både Hizbollah och Israel att sluta attackera civila under konflikten och kritiserade attacker på civila byar och infrastruktur av Israel. Amnesty International upptäckte också Israels användning av förbjudna fosforbomber i Libanon.
Human Rights Watch fördömde båda sidorna för att ha misslyckats med att skilja mellan civila och stridande.  och därmed brutit med folkrättens krav och anklagade båda parterna för att ha genomfört krigsbrott. 
Human Rights Watch kritiserade Hizbollah för att använda ostyrda Katiusjarakter och Israel för att använda opålitliga klusterbomber i närheten av civila områden, kanske för att de medvetet har siktat mot civila. 
FN:s humanitära sändebud Jan Egeland hävdade att Israels svar på Hizbollah var emot humanitär folkrätt och kritiserade Hizbollah för att "fegt blanda sig/.../ med kvinnor och barn. 
Israel försvarade sig med att de skulle ha försökt undvika civila och att de hade spritt flygblad där de uppmanat civila att evakuera.  men att Hizbollah avfyrat sina vapen från civila områden, vilket gjorde dessa till legitima mål.  och att Hizbollah använt civila som mänskliga sköldar.
Amnesty International och Human Rights Watch hittade dock inga fall där Hizbollah använt civila som mänskliga sköldar, Israel påstod också att civil infrastruktur var "kidnappad" av Hizbollah för att användas till militära ändamål, men Amnesty International hittade fall av förstörelse av hela civila grannskap och byar av Israeliska styrkor, attack av broar utan militärstrategiskt värde och frågade sig om "det militära övertaget som man får genom att förstöra" civil infrastruktur har varit "anpassad till förväntade effekten för civilbefolkningen". De hävdade också att Israels agerande antydde en "policy att straffa både Libanons regering och den civila befolkningen".

## Fredssträvanden
Den amerikanska utrikesministern Condoleezza Rice motsatte sig vid flera tillfällen ett omedelbart eldupphör, eftersom USA ville ha en "varaktig" fred och inte ville se en återgång till "status quo ante" (tillståndet man var i före kriget). Rice har också vid presskonferenser 21 och 25 juli sagt att det är dags för ett "nytt mellanöstern".
Condoleezza Rice anlände åter till Mellanöstern den 29 juli för att få till stånd en FN-resolution som stoppar kriget. Den amerikanska presidenten George W. Bush sa vid en presskonferens 28 juli att målet är ett Libanon "fritt från miliser och utländsk inblandning".

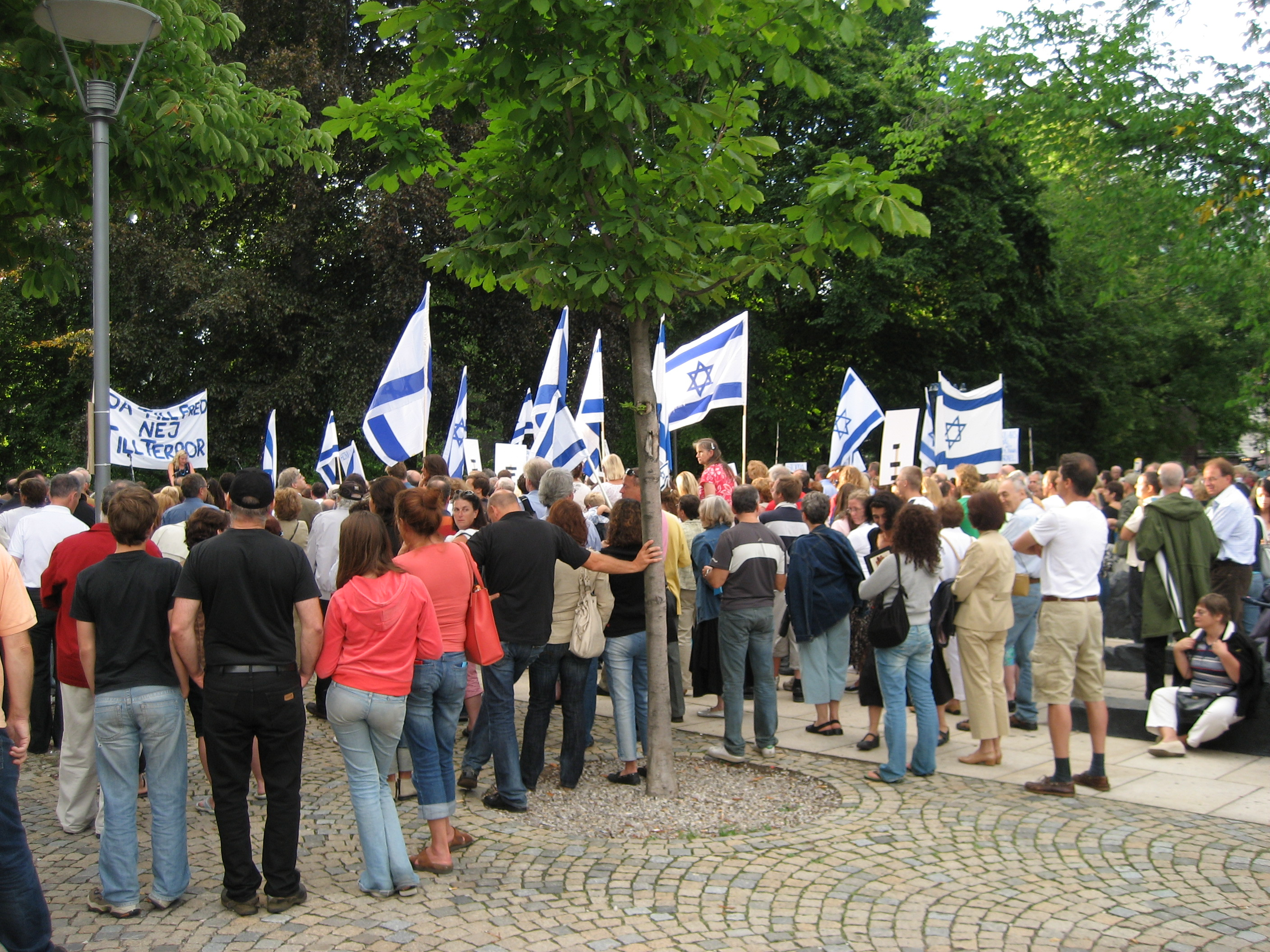
Manifestation vid Raoul Wallenbergs torg i Stockholm, till stöd för Israel och fred i Mellanöstern, 20 augusti 2006.

FN:s generalsekreterare Kofi Annan frågade ett flertal länder, bland annat Sverige, om dessa kunde tänka sig att bistå med trupper i Libanon. Sverige tackade ja till att bidra till en FN-styrka i södra Libanon.
Efter händelsen i Qana den 30 juli ville den libanesiske premiärministern Fouad Siniora inte möta Rice. Israel proklamerade ett 48 timmar långt uppehåll i flygangrepp, men man reserverade sig för rätten att ge understöd åt marktrupper om de attackerades, vilket också skedde.
EU:s utrikesministrar enades 1 augusti om en gemensam linje: "Vi kräver ett omedelbart upphörande av fientligheterna – vilket ska leda till ett hållbart eldupphör", sa Jan Eliasson. I ministrarnas uttalande fördömde EU både Hizbollahs raketattacker och Israels dödande av civila i samhället Qana, samt krävde att humanitär hjälp skulle släppas fram på säkert sätt, att hjälpa upp Libanon att återuppbygga ekonomi efter kriget.
Israels premiärminister Ehud Olmert uttryckte i en intervju den 3 augusti att Israel ville ha omkring 15 000 utländska soldater utplacerade i södra Libanon för att få slut på striderna med Hizbollah och att konflikten kan vara över så fort som FN:s säkerhetsråd godkänt en sådan styrka.
Den 5 augusti kom USA och Frankrike överens om ett förslag till FN-resolution för att stoppa konflikten. Resolutionsförslaget krävde "fullständigt upphörande av fientliga handlingar", "omedelbart stopp på Hizbollahs attacker" och "omedelbart stopp på Israels offensiva militära operationer". Libanon sade nästa dag nej till förslaget eftersom det skulle tillåta israeliska soldater att stanna kvar i Libanon.
Den 11 augusti lokal tid antog FN:s säkerhetsråd enhälligt en resolution för att få slut på striderna. Resolutionen fick beteckningen 1701 och var en omarbetning av det förslag som Frankrike och USA tidigare lagt fram. Till skillnad från det tidigare resolutionsförslaget kräver resolution 1701 att Israel "drar tillbaka alla sina styrkor från södra Libanon" parallellt med att de ersätts med styrkor från FN:s Unifil och Libanons armé. Unifil:s styrka ska få ökas från dagens ca 2 000 till 15 000. Libanon planerar att skicka 15 000 av sina egna soldater till området. Fortfarande krävs bara att Israel upphör med "offensiva" operationer, dvs defensiva operationer är tillåtna enligt resolutionen, något som arabiska diplomater fruktade att Israel kommer att göra en bred tolkning av. Israel fick inte sin önskan om en helt ny multinationell styrka, skild från FN-trupperna, i södra Libanon uppfylld. FN:s generalsekreterare Kofi Annan var "djupt besviken"  över att säkerhetsrådet inte tidigare hade nått så här långt.
Ett eldupphör började klockan åtta lokal tid på morgonen den 14 augusti, efter att FN:s resolution godkänts av Libanons regering och Hizbollah den 12 augusti och av Israels regering den 13 augusti.

## Medierna och kriget
Medierna spelade en stor roll under kriget, för samtliga parter. CNN:s Charlie Moore beskrev en pressvisning med Hizbollah av ett utbombat område i södra Beirut som en kraftigt vinklad promotion med hårt hållna regler för vem, var och när man fick tala med någon. 

Journalisten Lars Adaktusson som arbetade för SVT på plats i Israel berättade in en intervju år 2017 att han blivit tillrättavisad för att han i sin rapportering inte lade hela skulden för den väpnade konflikten på Israel. Han förbjöds också av SVT:s ledning att rapportera om raketattacker mot israeliska civila.

## Efterspel
I Israel ledde kriget till självkritik och Olmert anklagades av en undersökningskommission för att ha gjort "svåra misslyckande i avseende på bristande omdöme, ansvar och försiktighet".
Hizbollah gjorde i januari 2008 ett uttalande om kvarlevorna efter israeliska soldater från kriget, ett uttalande som enligt Reuters kan tolkas som ett försök att pressa Israel i fångutväxlingen.

### Fångutväxling 2008
Den 1 juni 2008 släppte Israel Nasim Nisr. Nisr är en israelisk medborgare av libanesiskt ursprung som år 2002 dömdes för att ha spionerat för Hizbollah. Som svar på frisläppandet överlämnade Hizbollah vad som uppgavs vara kvarlevor av israeliska soldater som dödats i kriget.
Den 16 juli samma år genomfördes en fångutväxling (i Libanon kallad Operation Radwan) där Israel släppte Samir Kuntar, dömd för att ha dödat tre israeler 1979, och fyra andra fångar i utbyte mot kvarlevorna efter Ehud Goldwasser och Eldad Regev. Fram till att kistorna fördes fram så var det oklart om de israeliska soldaterna var vid liv eller inte. Hizbollah överlämnade också kvarlevor efter israeliska soldater som dött under kriget och Israel lämnade över kvarlevorna av ca 200 libaneser och palestinier.